# 大口通商店街

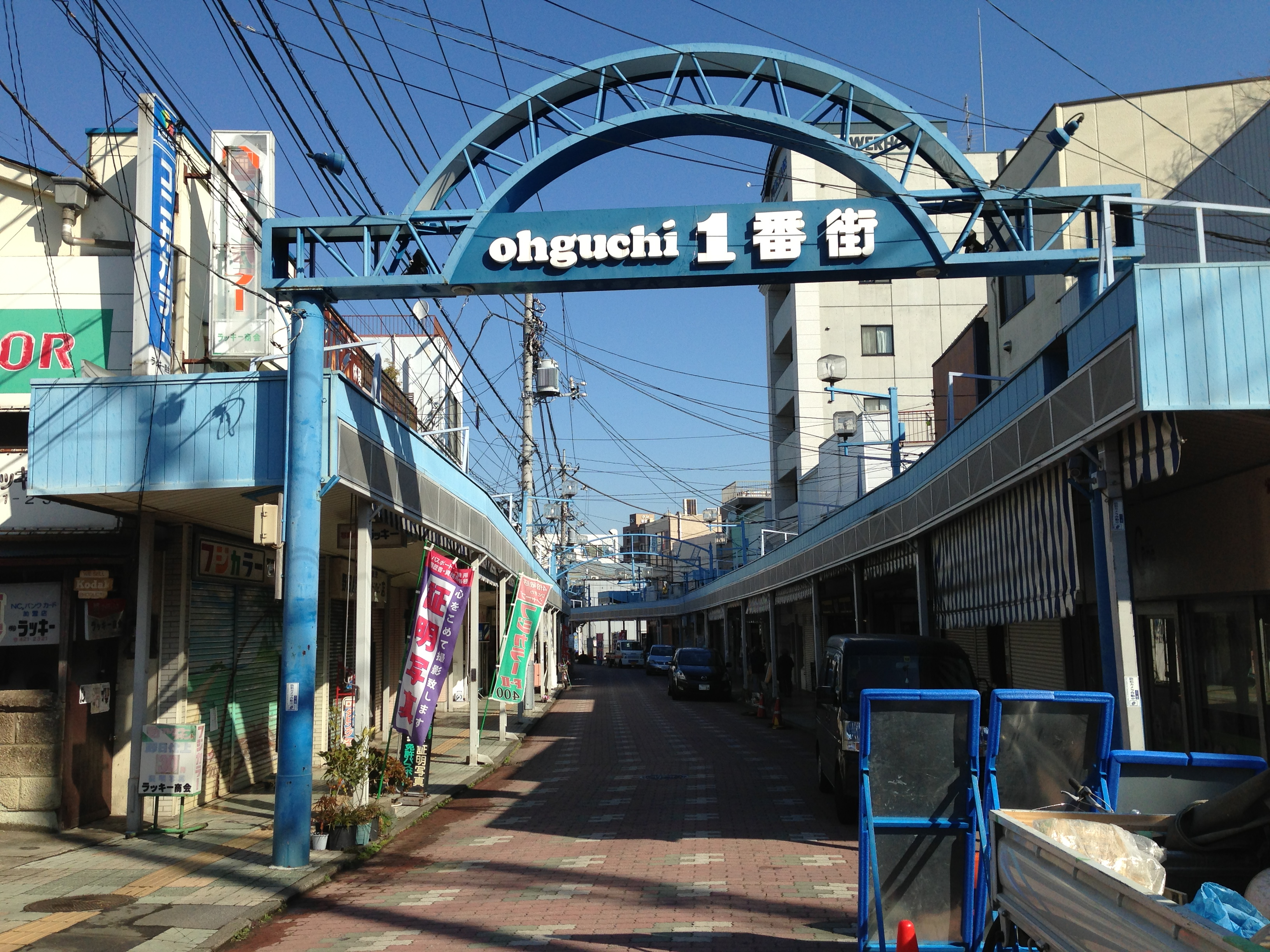
おおぐち1番街

大口通商店街（おおぐちどおりしょうてんがい）は、神奈川県横浜市神奈川区にある商店街。横浜市内でも屈指の規模を持ち、周辺の商店街とあわせて大きな商業区画を形成している。区内の六角橋商店街と並んで、横浜三大商店街の一つに挙げられることもある。

## 概要
神奈川県道111号線の終点付近にある商店街で、横浜線（JR東日本）大口駅からおよそ200メートル南の大口通交差点と、第二京浜（国道1号）の交差点との間に位置している。後述の大口通一番街を合わせると総延長は1km近くになり、横浜市内でも有数の規模を誇る。
大口通の周囲には多数の商店街がある。第二京浜との交差点の先には大口通一番街（おおぐち1番街）が子安駅（京急）まで伸びており、また大口通の中間からはあけぼの通り商店街が西方向に伸び、さらにあけぼの通り商店街の先にはななしま通り商店街と続く。
成立は古く、大正時代初期に海岸の埋め立て地に大工場が建設され、労働者の住宅や社宅が入江川の流域に点在するようになったことが商店街の発端となった。関東大震災でも災害を免れ「大口銀座」と呼ばれるほどの賑わいを見せた。横浜大空襲は市内に激烈な被害をもたらしたが、大口通商店街の一角は奇跡的に空襲を免れた。その復興は目覚しく、商店街を統括する大口通新興商業組合（現：大口通商店街協同組合）が結成されたのは終戦翌年の1946年（昭和21年）のことであった。同年2月には市内で最も早く復興したと言われるこの商店街を、昭和天皇は全国最初の巡幸地に選んだ。
近年その商業圏内に大型商業店舗の進出が相次ぎ、かつては横浜線を使いはるばる東京都町田市付近からもやってきたと言われた頃の勢いはだいぶ陰りが見える。

## 活動・催し
古くから大口通商店街内の商店会ではスタンプサービス（おおぐちスタンプ）を実施しており、加盟店で買い物をするとスタンプが配られる。台紙をスタンプで埋めると商品券として利用できるほか、催しの際の福引券の代替としても使える。また、地元金融機関（横浜銀行、横浜信用金庫、湘南しんきんの各大口支店のみ）で500円分の現金として預金することもできる。
2009年9月からは横浜市営バスと連携したお買い物バス制度がある。 日中に指定された系統のバス（7、29、31、291系統）に乗って大口通商店街へ向かうと、商店街での買い物において商品の割引などの特典とともに帰りのバス運賃が無料になる。